# Romina Ciappina
Romina Marie Ciappina (Etterbeek, 16 gennaio 1988) è un'ex cestista belga.

## Carriera
Guardia-ala piccola di 180 cm, ha giocato in Serie A1 a Priolo. Ha anche giocato in Europa con Ottignies, Namur (Novia e Dexia), Presov e Poprad. Ha vestito anche la maglia del Belgio.
Dopo aver firmato un contratto per un training camp con le Atlanta Dream, dal maggio 2012 passa nel campionato francese, all'Hainaut Basket Saint Amand.

## Statistiche
Dati aggiornati al 19 aprile 2012
| Stagione        | Squadra    | Competizione | Partite | Partite | Partite | Statistiche tiro | Statistiche tiro | Statistiche tiro | Altre statistiche | Altre statistiche | Altre statistiche | Altre statistiche | Altre statistiche |
| Stagione        | Squadra    | Competizione | Pres.   | Titol.  | Minuti  | Tiri da 2        | Tiri da 3        | Liberi           | Rimb.             | Assist            | Rubate            | Stopp.            | Punti             |
| --------------- | ---------- | ------------ | ------- | ------- | ------- | ---------------- | ---------------- | ---------------- | ----------------- | ----------------- | ----------------- | ----------------- | ----------------- |
| gen. '12-'12    | Erg Priolo | Serie A1     | 12      | 10      | 262     | 23/60            | 11/31            | 21/27            | 17                | 9                 | 10                | 0                 | 100               |
| Totale carriera |            |              |         |         |         |                  |                  |                  |                   |                   |                   |                   |                   |